# 勒费圣康坦
勒费圣康坦（法語：Le Fay-Saint-Quentin，法語發音：[lə fɛ sɛ̃ kɑ̃tɛ̃]）是法国瓦兹省的一个市镇，位于该省中部偏西，属于博韦区。

## 地理
勒费圣康坦（49°27'3"N, 2°15'4"E）面积7.19 平方千米，位于法国上法蘭西大區瓦兹省，该省份为法国北部内陆省份，北起索姆省，西接厄尔省和滨海塞纳省，南至塞纳-马恩省和瓦兹河谷省，东临埃纳省。
与勒费圣康坦接壤的市镇（或旧市镇、城区）包括：布雷勒、埃叙勒、富克罗勒、拉韦尔西讷、雷梅朗格勒。

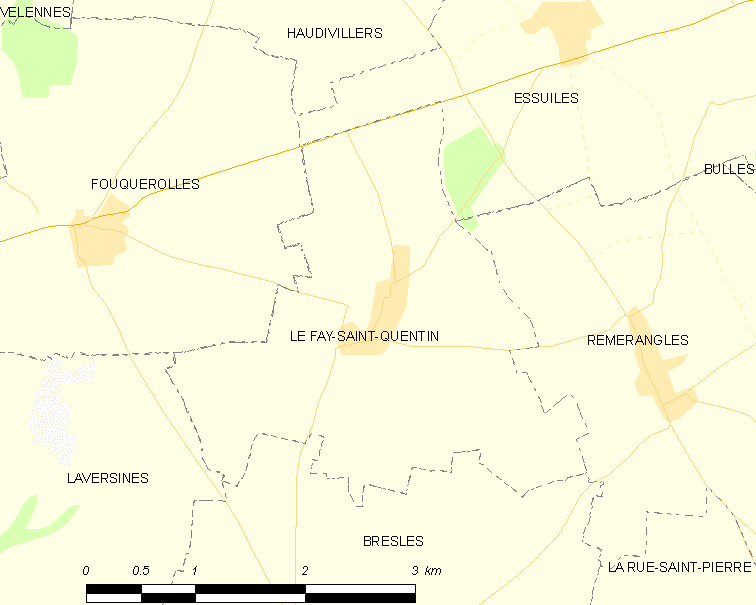
勒费圣康坦的OSM定位图

勒费圣康坦的时区为UTC+01:00、UTC+02:00（夏令时）。

## 行政
勒费圣康坦的邮政编码为60510，INSEE市镇编码为60230。

## 政治
勒费圣康坦所属的省级选区为穆伊县。

## 人口

1962-2008年间勒费圣康坦人口变化图示

勒费圣康坦于2022年1月1日时的人口数量为529人。